# .sz
.sz jest domeną internetową przypisaną dla stron internetowych z Eswatini. 

## Domeny drugiego poziomu
- co.sz
- ac.sz
- org.sz
- gov.sz: zarezerwowana dla rządu Eswatini